# Clibanarius erythropus
Clibanarius erythropus is een heremietkreeft die voorkomt in de Middellandse Zee, Zwarte Zee en Atlantische Oceaan. De soort kan een carapaxlengte bereiken tot 15 mm.